# ボイラー及び圧力容器安全規則
ボイラー及び圧力容器安全規則（ボイラーおよびあつりょくようきあんぜんきそく、昭和47年労働省令第33号）は、ボイラー及び圧力容器の安全についての基準を定めた厚生労働省令である。
労働安全衛生法に基づき定められたものである。

## 構成
本規則は次のような構成になっている。
- 第1章 総則（第1条・第2条）
- 第2章 ボイラー 
  - 第1節 製造（第3条―第9条）
  - 第2節 設置（第10条―第17条）
  - 第3節 ボイラー室（第18条―第22条）
  - 第4節 管理（第23条―第36条）
  - 第5節 性能検査（第37条―第40条）
  - 第6節 変更、休止及び廃止（第41条―第48条）
- 第3章 第一種圧力容器 
  - 第1節 製造（第49条―第55条）
  - 第2節 設置（第56条―第61条）
  - 第3節 管理（第62条―第71条）
  - 第4節 性能検査（第72条―第75条）
  - 第5節 変更、休止及び廃止（第76条―第83条）
- 第4章 第二種圧力容器（第84条―第90条）
- 第5章 小型ボイラー及び小型圧力容器（第90条の2―第96条）
- 第6章 免許 
  - 第1節 特級ボイラー技士免許、一級ボイラー技士免許及び二級ボイラー技士免許（第97条―第103条）
  - 第2節 特別ボイラー溶接士免許及び普通ボイラー溶接士免許（第104条―第112条）
  - 第3節 ボイラー整備士免許（第113条―第118条）
  - 第4節 特定第一種圧力容器取扱作業主任者免許（第119条）
- 第7章 ボイラー取扱技能講習、化学設備関係第一種圧力容器取扱作業主任者技能講習及び普通第一種圧力容器取扱作業主任者技能講習（第120条―第124条）
- 第8章 雑則（第125条）
- 附則